# Valls kyrka
Valls kyrka är en kyrkobyggnad i Vall på Gotland. Den är församlingskyrka i Vall, Hogrän och Atlingbo församling och Eskelhems pastorat i Visby stift.

## Kyrkobyggnaden
Valls kyrka är byggd av kalksten under medeltiden. Det är en västtornskyrka med smalare absidkor och sakristia på korets nordsida. Det tvåskeppiga långhuset och koret har troligen uppförts vid 1200-talets början. Tornet tillfogades vid mitten av 1200-talet, men fullbordades till nuvarande ansenliga höjd först under slutet av 1200-talet. Från samma tid härstammar troligen även sakristian. En intressant detalj i planen är det avlånga utrymmet, med separat ingång, i tornets sydmur; det var troligtvis en bönekammare för personer avstängda från kyrkorummet, som härifrån kunde följa mässan genom en liten glugg (hagioskop). Exteriören domineras av det ståtliga galleritornet, med sina spetsgavlar och kolonettförsedda ljudgluggar i tre våningar, krönt av en kort, åttkantig tornspira. Långhusfasaden pryds av en rundbågsfris. Av kyrkans tre rundbågeportaler är tornets nordportal den största och mest elaborerade. Fönstren förändrades och nya upptogs under 1800-talet. Långhuset täcks invändigt av fyra valv (kryssvalv i öster och s.k. musselvalv i väster) uppburna av en mittkolonn med ornerat kapitäl. En smal rundbågig muröppning leder till koret. Av intresse är en nisch i absidens södra mur, vars dörrar har ristad runinskrift från omkring 1300. I ringkammarens västra fönster finns rester av en glasmålning troligen utförd av Lyemästaren från 1300-talets början. Kyrkan restaurerades 1955 efter arkitekt Olle Karths förslag.

## Inventarier

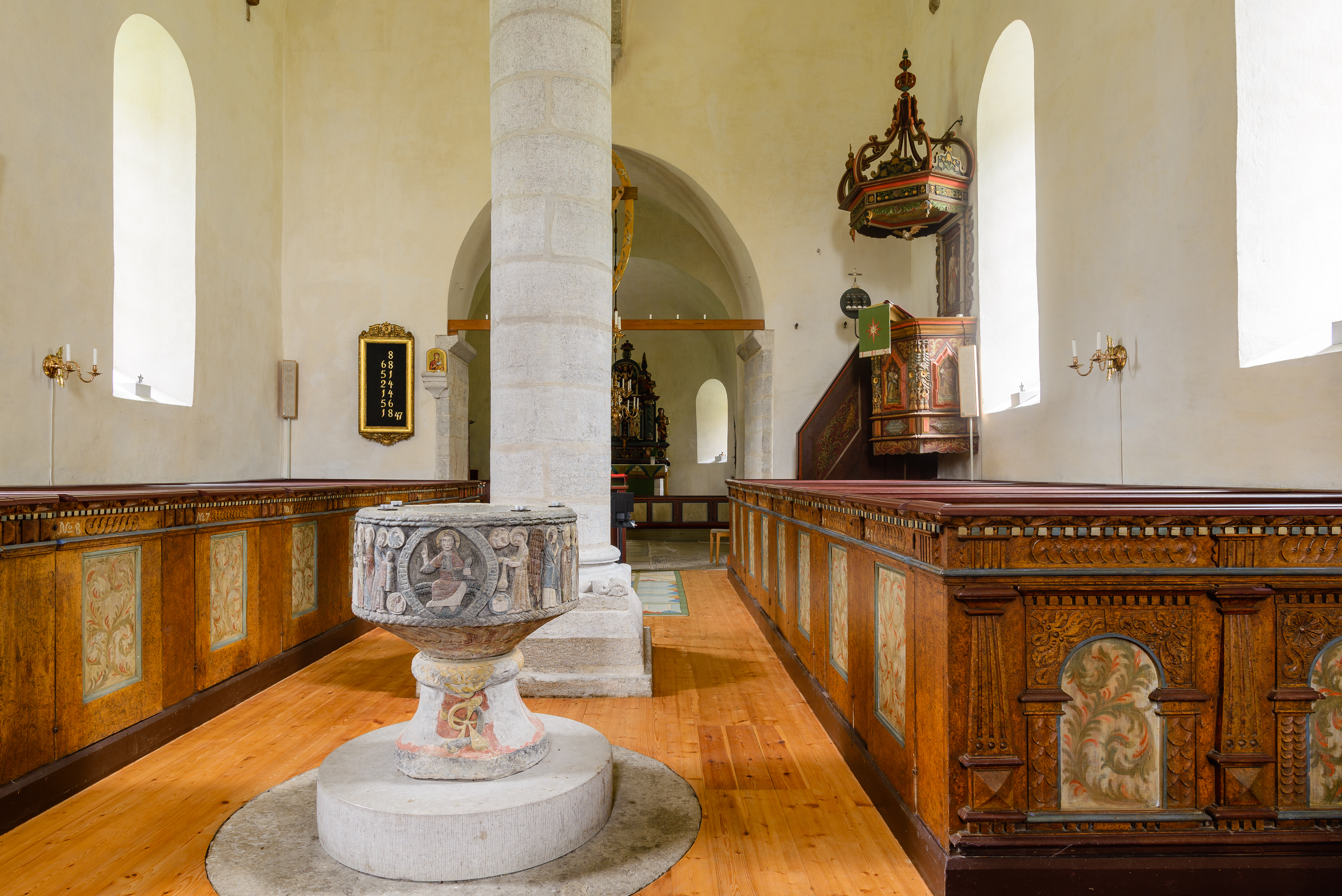
Kyrkans interiör.

- Dopfunten av sandsten tillverkades av Majestatis vid slutet av 1100-talet.
- I absiden finns ett väggskåp med rikt snidade dörrar från omkring 1300.
- Ett altarbrun härstammar delvis från 1400-talet.
- Predikstolen tillkom under början av 1700-talet och målades 1728. Målningen förnyades senare av Johan Nicolaus Weller.
- Oljemålninga av den välsignande Jesus, utförd av Johan Weller, fanns enligt inventariet 1762 i kyrkan.
- Altaruppsatsen av sandsten är tillverkades 1684 av stenmästaren Rasmus Larsson Ockes i Burgsvik. Den ersatte ett altarskåp, tillverkat i Nordtyskland eller Danmark i början av 1500-talet. Detta finns nu på Gotlands fornsal
- Epitafium över prästen Simon Hansson död 1606 och hans hustru omgift med efterträdaren. Epitafiet ommålades 1780.
- Epitafium över kyrkoherden Botolphus Weller, död 1736, målat av hans son Johan Weller.

- Den så kallade Hardingstenen, en gravsten över en bondehövding från slutet av 1200-talet låg då Carl Gustav Gottfried Hilfeling besökte kyrkan framför altaret. 1891 var den styckad i flera delar. Stenen finns numera på Statens historiska museum.

Kvar finns en gravsten över herr Heggerus i Vänge död 1302, över herr Johannes död 1326, över Hunvaldus Bryngs död 1373, samt fragment av ytterligare medeltida gravstenar.

### Orgel
Orgeln byggdes 1955 av Werner Bosch Orgelbau. Den är elektrisk och har en kägellåda.
| Manual I      | Manual II     | Pedal        | Koppel  |
| Gedackt 8’    | Rörflöjt 8’   | Subbas 16’   | I/P     |
| Principal 4’  | Quintadena 4’ | Choralbas 4’ | II/P    |
| Blockflöjt 2’ | Principal 2’  |              | II/I    |
| Mixtur III ch | Nasat 1 1⁄3’  |              | II 4'/I |

## Galleri

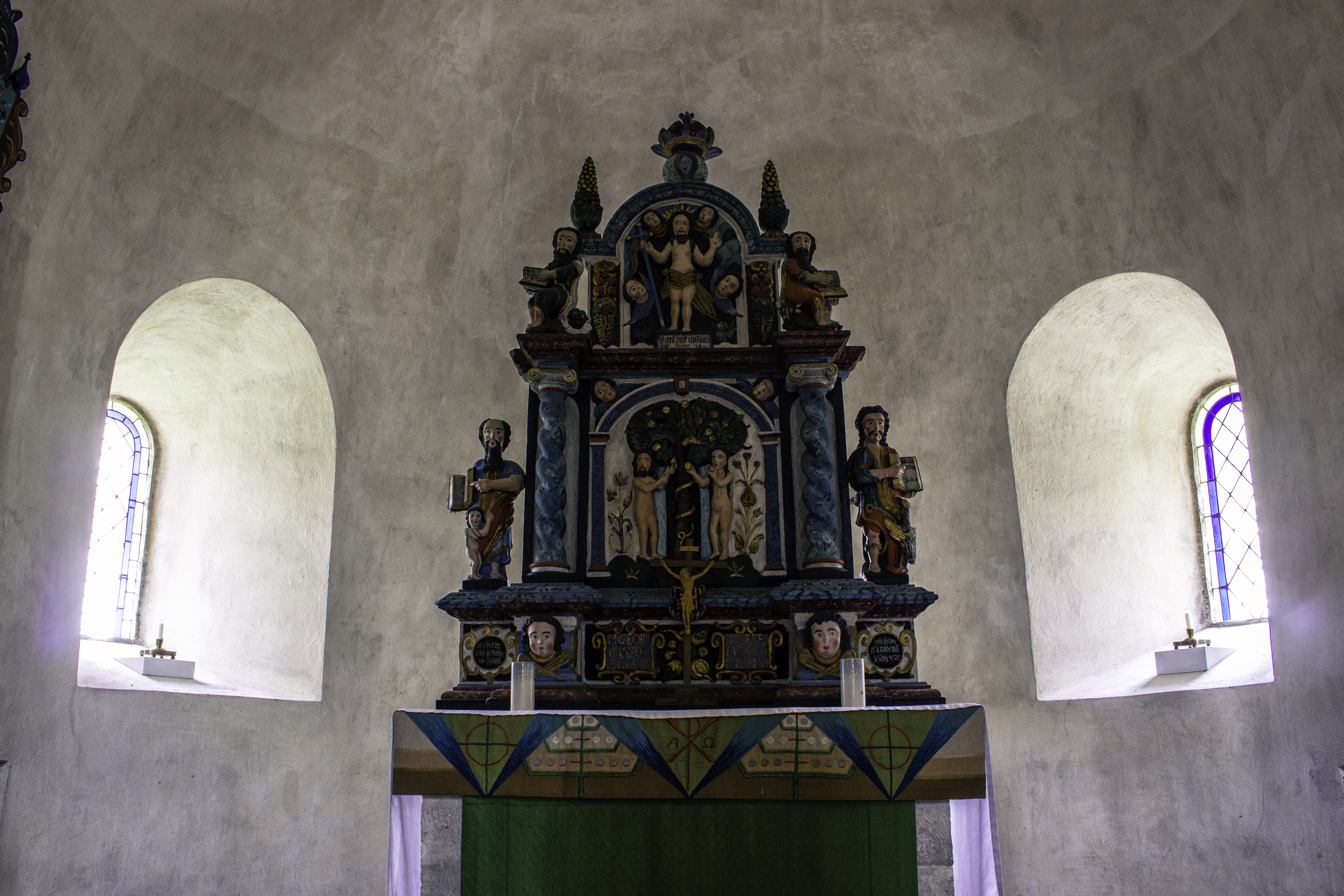
Altaruppsats
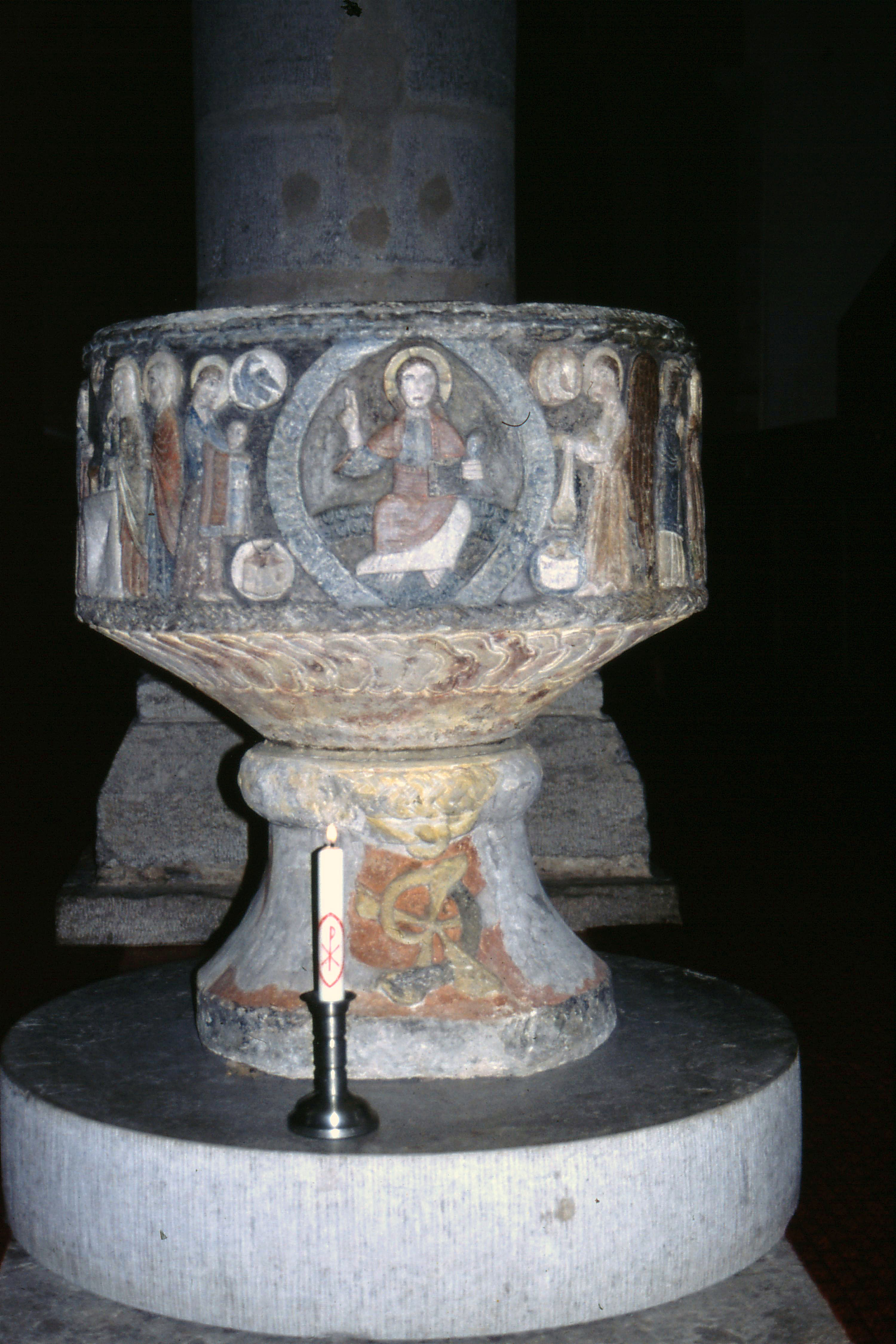
Dopfunt av Majestatis från 1100-talet
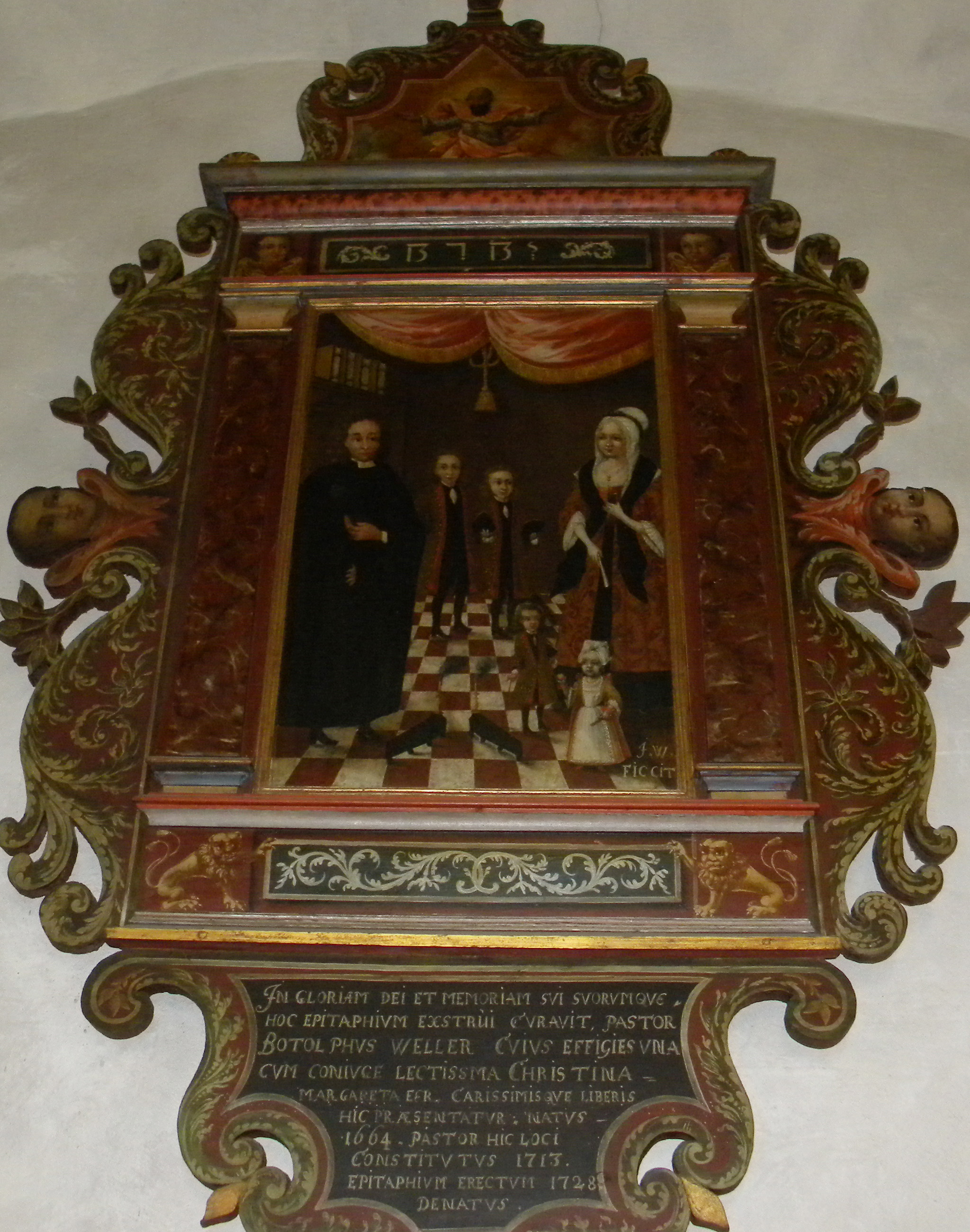
Epitafium från 1728